# الدوري الهولندي الدرجة الأولى 2002–03
الدوري الهولندي الدرجة الأولى 2002–2003 هو الموسم السابع والأربعون من الدوري الهولندي الدرجة الأولى منذ إنشائه في عام 1956. فاز بهذا الموسم أدو دين هاغ.

## الفرق
يشارك 20 نادي في الدوري: النادي الذي يحتل المرتبة الأولى في هذا الدوري يتأهل مباشرةً إلى الدوري الهولندي الممتاز، تأهل في هذه الدوري أدو دين هاغ.